# 코파 데 로스 캄페오네스 데 에스파냐
코파 데 로스 캄페오네스 데 에스파냐(스페인어: Copa de los Campeones de España)는 1940년 9월에 한 차례 진행된 스페인의 축구 컵대회로, 아틀레티코 아비아시온(현재 아틀레티코 마드리드로 라 리가 1939-40 우승 구단)과 에스파뇰(Español, 현재 에스파뇰을 Espanyol로 표기하며 코파 델 헤네랄리시모 1940 우승 구단) 간의 2차전에 걸친 대회였다.
1차전은 9월 1일에 바르셀로나의 사리아에서 진행되었고, 3-3으로 종료되었고, 2주 뒤에 캄포 데 바예카스에서 열린 2차전 경기에서는 아틀레티코가 7-1 대승을 거두었다. 당시 아틀레티코의 안방이었던 메트로폴리타노가 스페인 내전으로 파괴되면서 바예카스의 구장을 임시 안방으로 빌려썼다.
이 경기는 스페인 축구 역사상 최초의 슈퍼컵 경기였다. 비록 대회는 계속해서 열리지 않았지만, 같은 형식으로 1945년에 코파 데 오로 아르헨티나를 열렸고, 그로부터 2년 뒤에는 사상 첫 코파 에바 두아르테가 열렸다. 코파 에바 두에르테가 1953년 폐지되었고, 현재의 수페르코파 데 에스파냐가 1982년에 재개되었다.

## 같이 보기
- 수페르코파 데 에스파냐
- 코파 에바 두아르테
- 코파 데 오로 아르헨티나